# クレイジー・ホース (キャバレー)

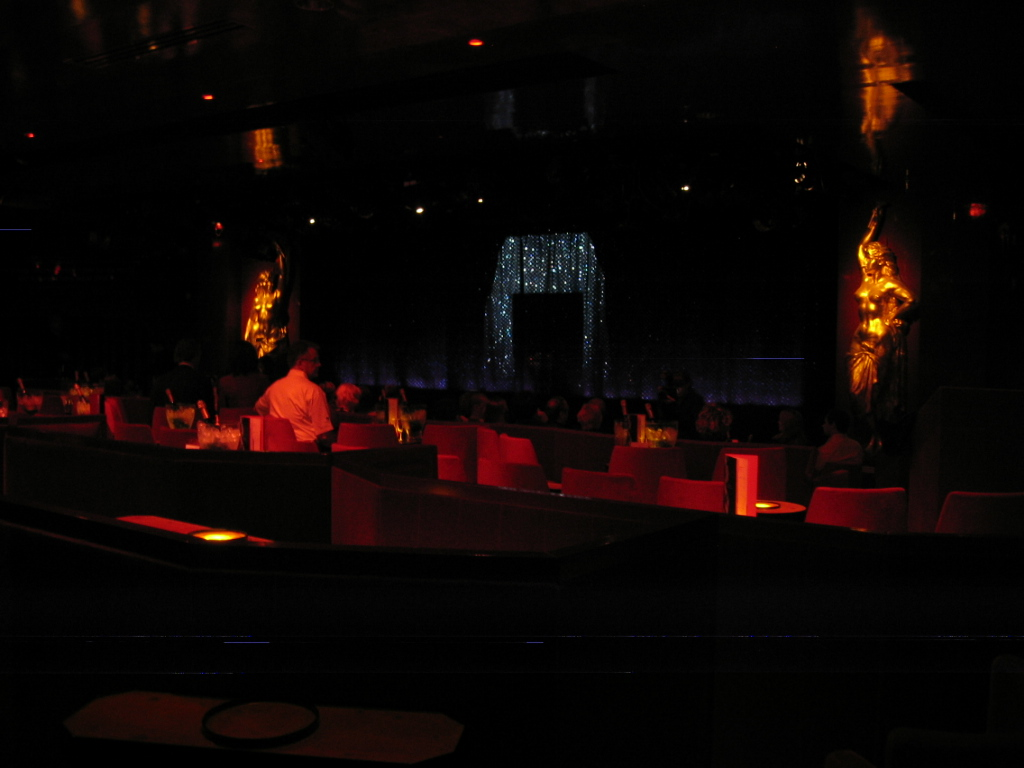
劇場内

クレイジーホース（Crazy Horse）はフランス・パリにある、世界的に有名なキャバレーである。観光ナイトスポットとして、数あるパリのナイトクラブの中では老舗の1つである。扱うテーマは女性のヌードであるが、演目は芸術性を伴ったストリップショーやバーレスクショーであり、他のテーマを扱う同類のものとは一線を画している。その開業からの歴史は半世紀以上となっており数多くの観光客を動員し続けている。

## 概要
1951年、創業者であるアラン・ベルナルダンは芸術性を伴った女性のヌードショウを見せるという着想を思い立ち、クレイジーホース・サルーンを開業させた。現在の原形となるショウスタイルは1960年代に確立し、それは当時の先進的な芸術を取り入れたものであった。
このヌードショウの真骨頂は巧みな照明（ライトニング）技術により女性の裸体をキャンバスのようにとらえ、万華鏡（カレイドスコープ）のようなカラフルかつシャープな模様をダンサーの肌に映し出していることであり、その美しさとエレガントさこそが世界的に有名となった。ショウの中で同時に演じられる演目も世界中の一流のマジシャン、パントマイムなどのパフォーマーが選ばれておりその出演者の質の高さと伝統は現在にいたるまでも続けられている。

## 姉妹店
開業50年を記念してクレイジーはアメリカのラスベガスのMGMグランドホテルに内装もステージもパリに完全に一致、再現させた姉妹店を2001年にオープンさせている。オープン当初は「La Femme」との名称だったが2007年には「CRAZY HORSE PARIS｣と改称している。(2012年10月で終了)

## 海外公演
- 2011年3月3日-8日: モスクワ
- 2012年-2013年: ミュンヘン、ジュネーブ、キエフ、モスクワ

## 映画
- クレイジーホース IN Paris - Crazy Horse de Paris （1977年）
  - クレイジー・ホース開業者であるアラン・ベルナルダン自身が監督を務めた映画。日本では、1979年2月に劇場公開された。クレイジー・ホース・サルーンの踊り子たちの休日の生活、舞台裏、そして華やかなショーが描かれたものとなっている。

- 『クレイジーホース・パリ　夜の宝石たち』 - Crazy Horse （2011年）
  - フレデリック・ワイズマン監督によるドキュメンタリー映画。クレイジー・ホースの舞台裏を描いている。日本では、2011年10月に第24回東京国際映画祭のWORLD CINEMA部門にて『クレイジー・ホース（仮題）』の題で上映されたのち、2012年に『クレイジーホース・パリ　夜の宝石たち』として劇場公開された。

## アクセス
- パリメトロ9号線 アルマ＝マルソー駅下車
- パリメトロ1号線 シャンゼリゼ＝クレマンソー駅下車